# Prusias brasiliensis
Prusias brasiliensis är en spindelart som beskrevs av Cândido Firmino de Mello-Leitão 1915. 
Prusias brasiliensis ingår i släktet Prusias och familjen jättekrabbspindlar. Inga underarter finns listade i Catalogue of Life.